# Aedes reginae
Aedes reginae är en tvåvingeart som beskrevs av Edwards 1922. Aedes reginae ingår i släktet Aedes och familjen stickmyggor. Inga underarter finns listade i Catalogue of Life.